# Ms.Selena
Ms.Selena（1987年11月16日—），本名闕詩芹，暱稱Selena或S，臺灣YouTuber。2017年9月起，以“Work Life Balance”為主題，在YouTube上傳生活分享、生活知識等影片。2018年起，正式將頻道主題定位為「說書、生活、理財」，上傳投资、理財、說書、勵志、個人成長、生活分享等內容影片，影片特色為會在影片開頭時呈現一句勵志語句與觀眾共勉。2019年10月達成YouTube頻道10萬訂閱。

## 經歷
Selena打算創立服飾業。但當要和父母尋求贊助時，卻被認為成功機率太低而被回絕，身上也沒有多餘的錢能夠辦理其它簽證留在美國，故此後便回臺灣擔任電子公司業務。
回到臺灣後，Selena因體悟到「沒有财务自由，就無法擁有真正的自由」，便開始全心學習理財知識，最瘋狂時，一天會看完一本理財書，假日的時間也排滿各式投资理財講座、課程。在投资理財上，累積的學費至少超過20萬。2017年9月，創立YouTube頻道「Ms.Selena」，並上傳了第一支影片。一開始頻道的主題主要為「Work Life Balance」，上傳各式生活分享、生活知識內容的影片。2018年時便正式將頻道主題訂位為「說書、生活、理財」，上傳投資、理財、說書、勵志、個人成長、生活分享等內容影片，影片特色為會在影片開頭時呈現一句勵志語句與觀眾共勉。於2019年10月達成YouTube頻道10萬訂閱。
於2019年12月1日發表新書《打造富腦袋！從零累積被動收入：月收翻倍的財富攻略》。

## 外部連結
- YouTube上的Ms.Selena頻道